# Inquisition Symphony
Albums de Apocalyptica
Plays Metallica by Four Cellos
(1996) Cult
(2000)
Inquisition Symphony est le deuxième album du groupe finlandais Apocalyptica sorti en 1998. 
Cet album marque une évolution du groupe par rapport au premier (Plays Metallica by Four Cellos) qui ne se composait que de reprise de chansons de Metallica. Il reste tout de même quatre reprises de Metallica mais cet album comporte aussi des reprises de Pantera, Sepultura et Faith No More ainsi que trois morceaux originaux.

## Liste des morceaux
1. Harmageddon
2. From Out Of Nowhere (tiré de l'album The Real Thing, de Faith No More)
3. For Whom The Bell Tolls (tiré de l'album Ride the Lightning, de Metallica)
4. Nothing Else Matters (tiré de l'album Metallica, de Metallica)
5. Refuse/Resist (tiré de l'album Chaos A.D., de Sepultura)
6. M.B.
7. Inquisition Symphony (tiré de l'album Schizophrenia de Sepultura)
8. Fade To Black (lui aussi tiré de l'album Ride the Lightning, de Metallica)
9. Domination (tiré de l'album Cowboys from Hell de Pantera)
10. Toreador
11. One (tiré de l'album ...And Justice for All, de Metallica)